# Ostracion cubicus
Espèce
Poisson coffre jaune
Ostracion cubicum (nom vernaculaire Poisson-coffre jaune) est un poisson de récif corallien de la famille des Ostraciidae et qui se rencontre dans les océans Indien et Pacifique. C'est un poisson très commun.

## Description
Ostracion cubicum mesure jusqu'à 45 cm. Le poisson-coffre jaune a un exosquelette rigide : sa forme de petite boite est due à la présence de plaques osseuses sous sa peau dénuée d'écailles .
Les sexes sont indifférenciés.
Juvénile, il est jaune avec des points noirs. En grandissant, la coloration évolue vers le marron foncé et des petits points blancs et bleus apparaissent autour des taches noires. Les mâles adultes ont une coloration bleutée.

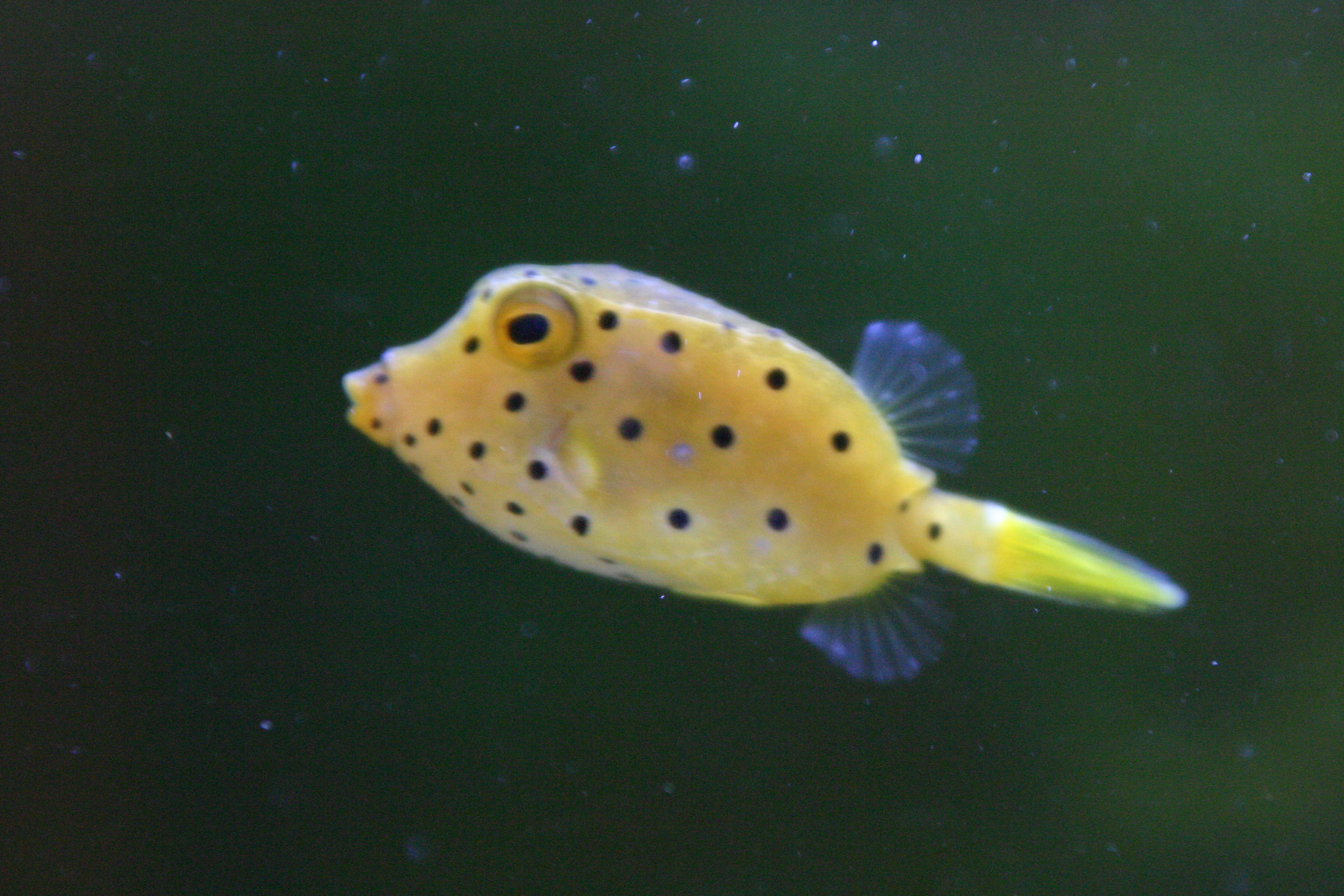
Juvénile
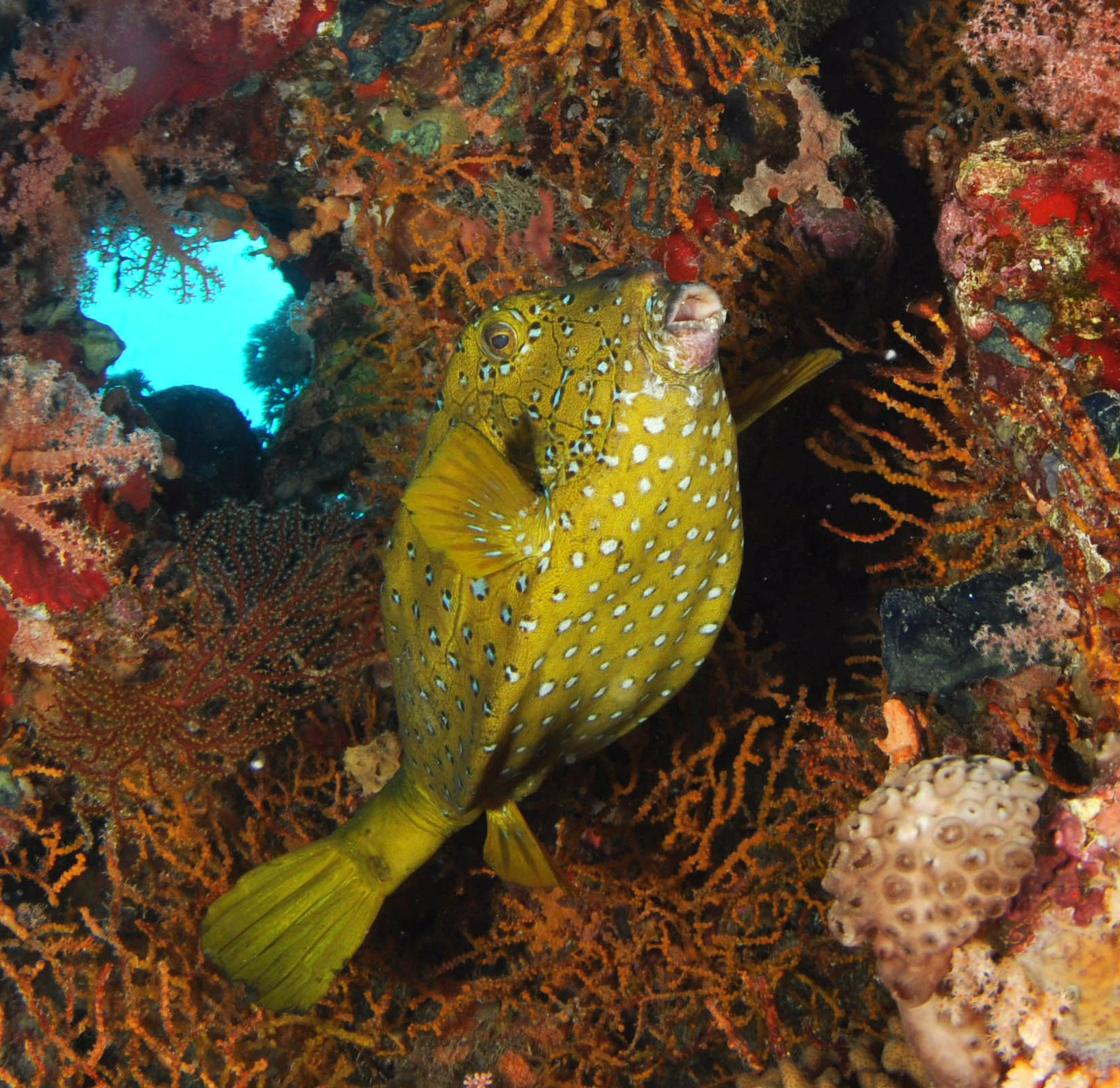
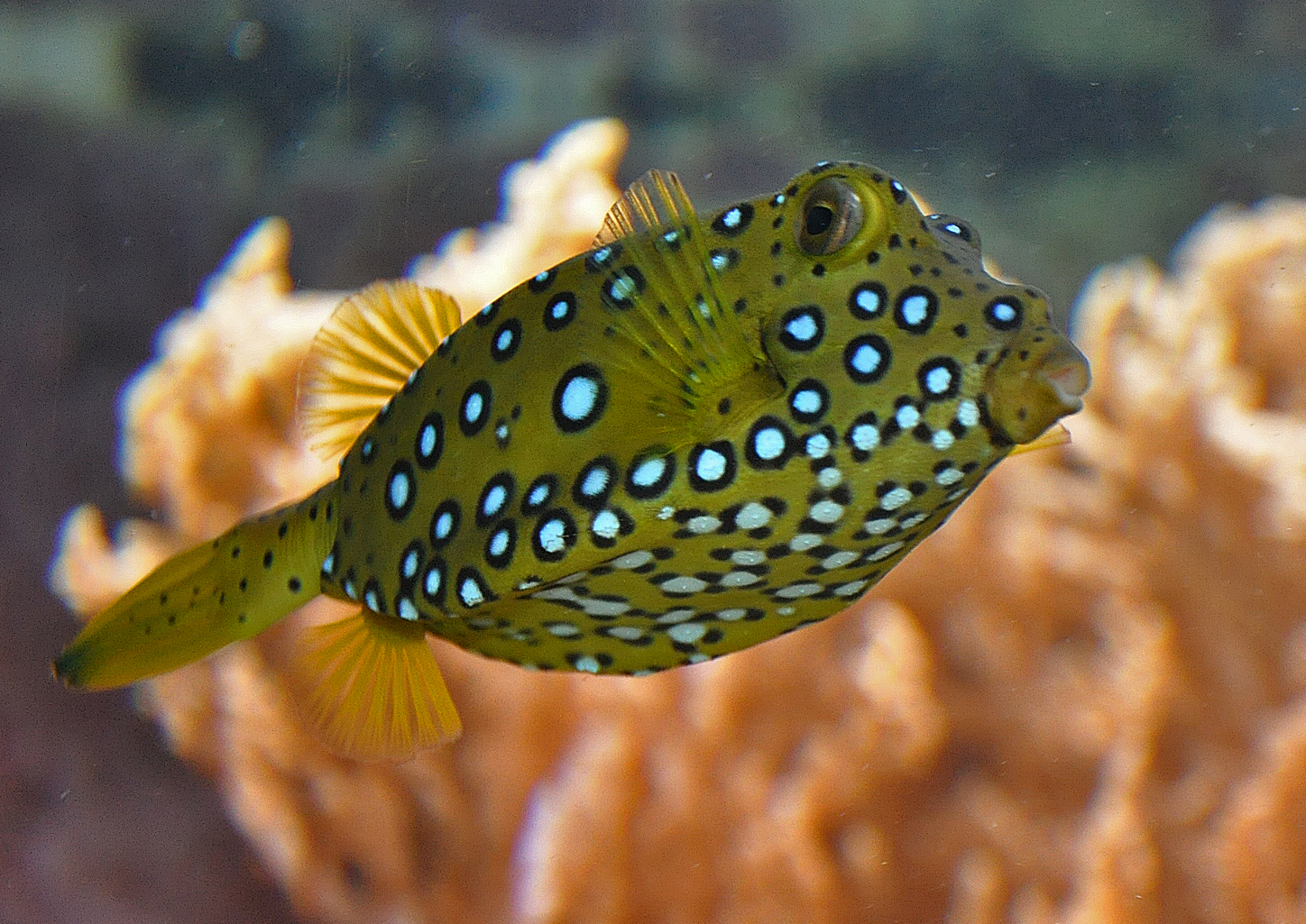
Subadulte
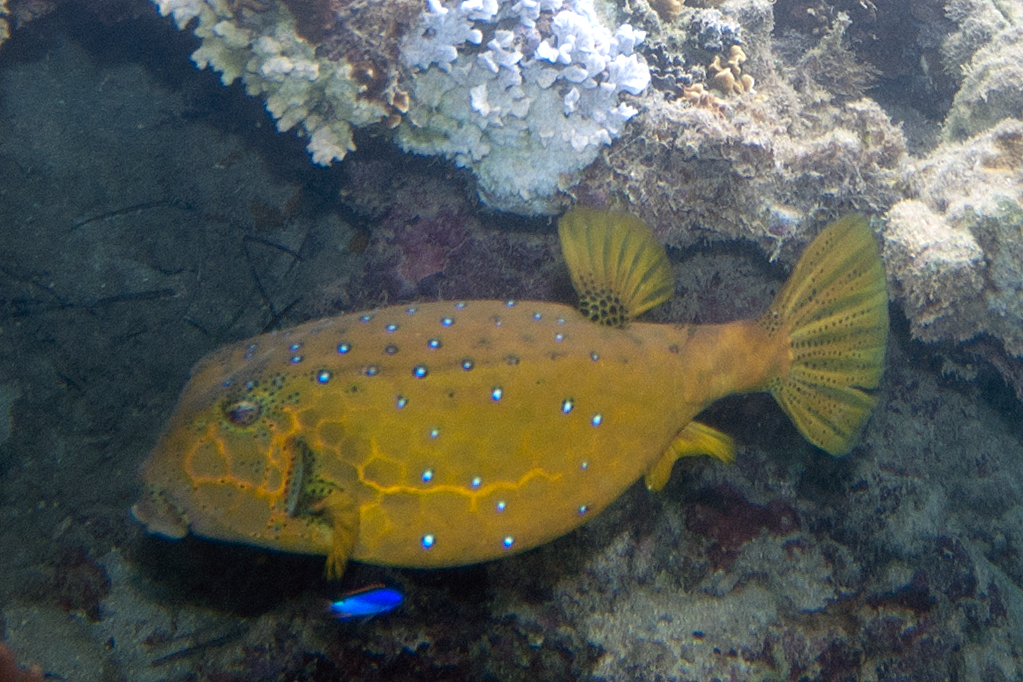
Femelle, jeune adulte
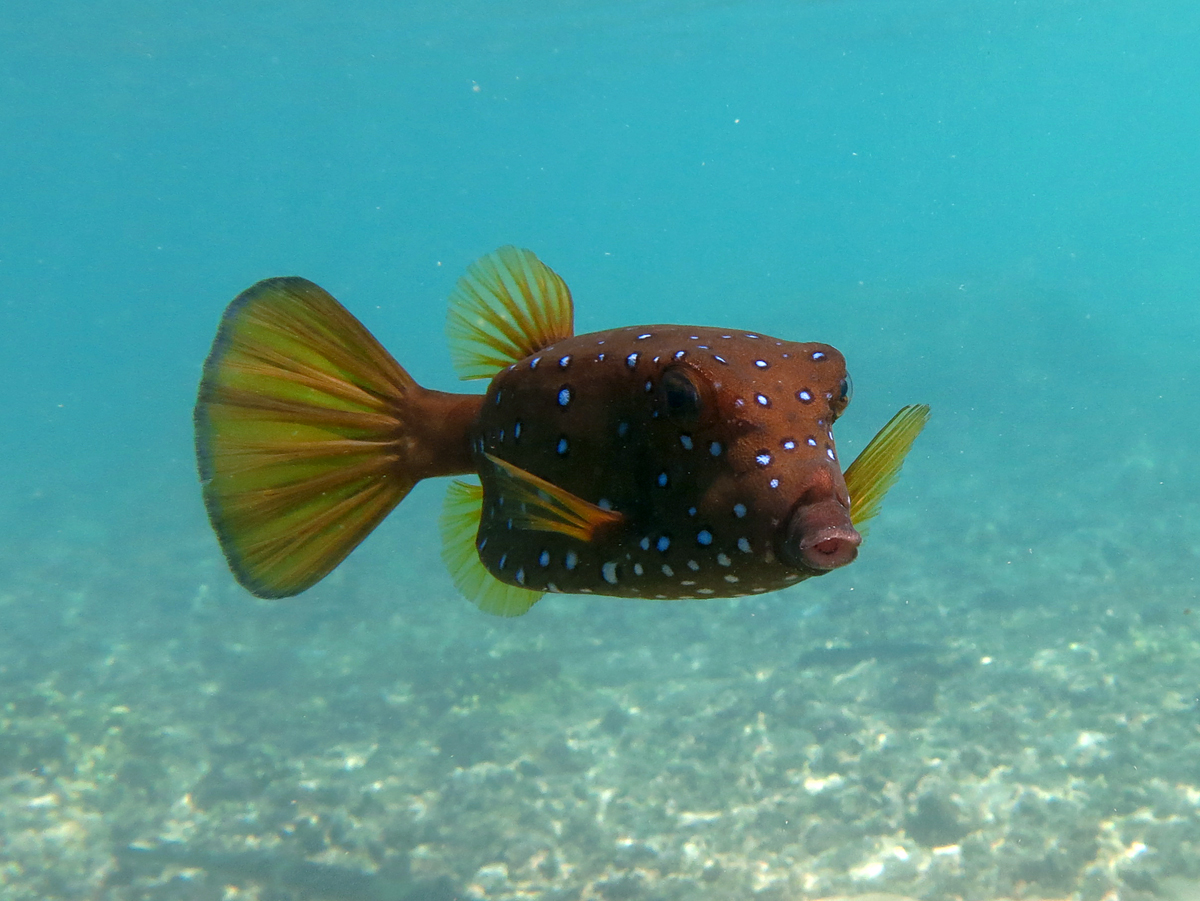
Adulte

## Habitat
Ce poisson vit dans les zones coralliennes et les lagons jusqu'à 35 m de profondeur.

## Comportement
Le poisson-coffre jaune se déplace lentement et vit en solitaire.
En cas de stress et de danger sa peau largue un poison très toxique pour tous les autres poissons.

## Alimentation
Cette espèce mange des invertébrés benthiques comme des éponges, des alcyonaires, des mollusques,de grandes quantités d'algues et quelquefois des petits poissons.

## Inspiration pour l'ingénierie automobile
Cette espèce a inspiré des ingénieurs pour la conception automobile. Dans les années 2000, des ingénieurs ont pris comme modèle le poisson-coffre jaune pour faire un prototype de voiture, en s'inspirant de sa forme et la rigidité de son exosquelette pour la conception de la carrosserie du véhicule. Outre un aspect esthétique, cette inspiration d'ingénierie avait comme but la recherche d'un meilleur aérodynamisme et d'une meilleure résistance aux chocs. Le constructeur a cherché à concevoir un modèle économe en carburant, moins polluant et garantissant une bonne sécurité, en associant cette structure bio-inspirée avec un moteur innovant.